# Leonardo Bravo
Leonardo Bravo là một đô thị thuộc bang Guerrero, México. Năm 2005, dân số của đô thị này là 22982 người.